# 清华大学附属中学嘉兴学校
清华大学附属中学嘉兴学校位於中华人民共和国浙江省嘉兴市南湖区，是一所由清华大学附属中学和嘉兴市人民政府合办的九年一贯制公立学校。学校2018年落戶，2019年動工，2021年9月1日舉行开学典禮。学校由嘉兴实验高中（纯高中）和嘉兴实验学校（九年一贯制学校）两个校区组成，均为公办学校。